# Gyógyszerészet és gyógyszerkészítés a történelem előtti időkben

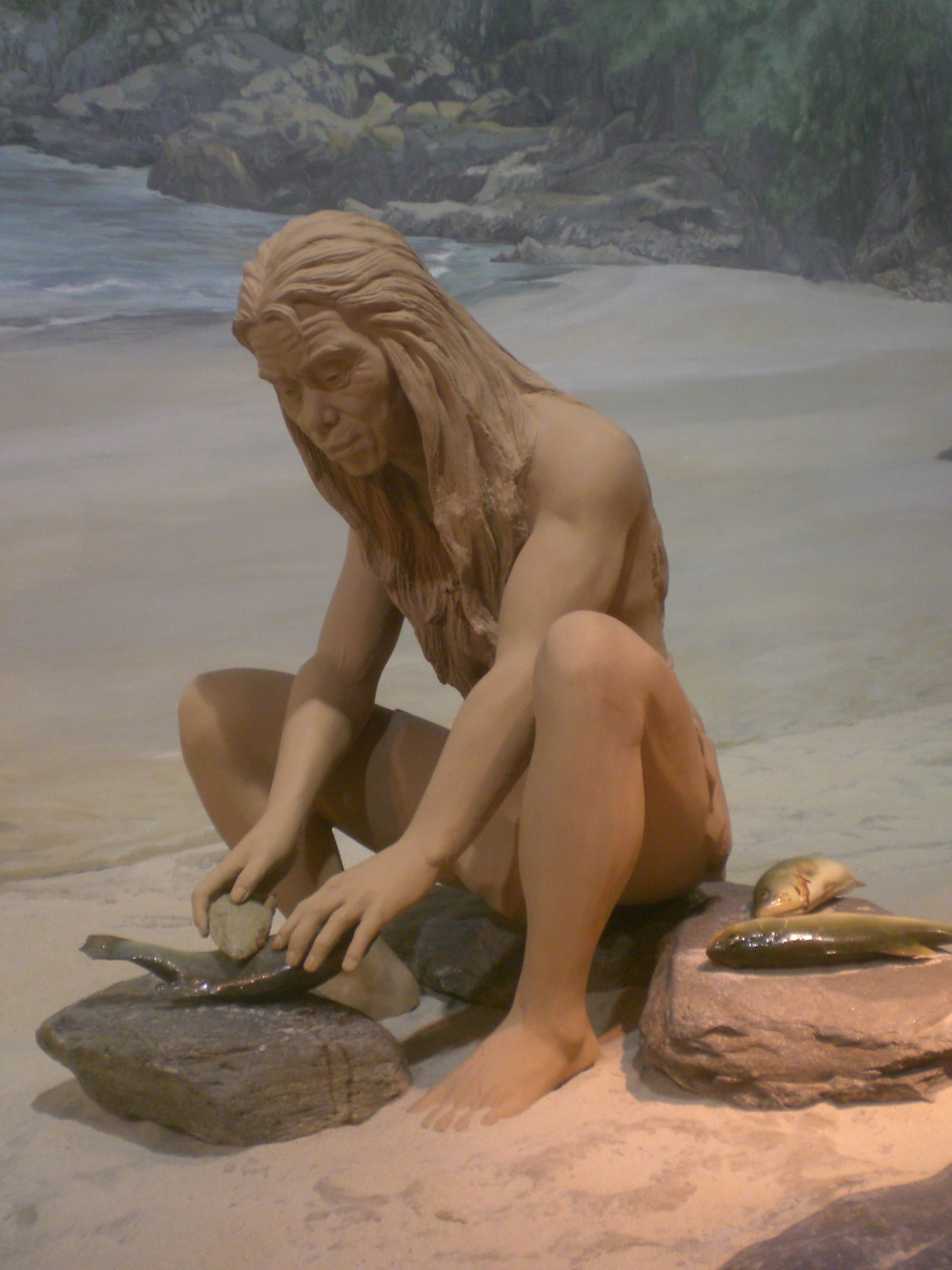
Prehisztorikus kor embere. Museum of History TST

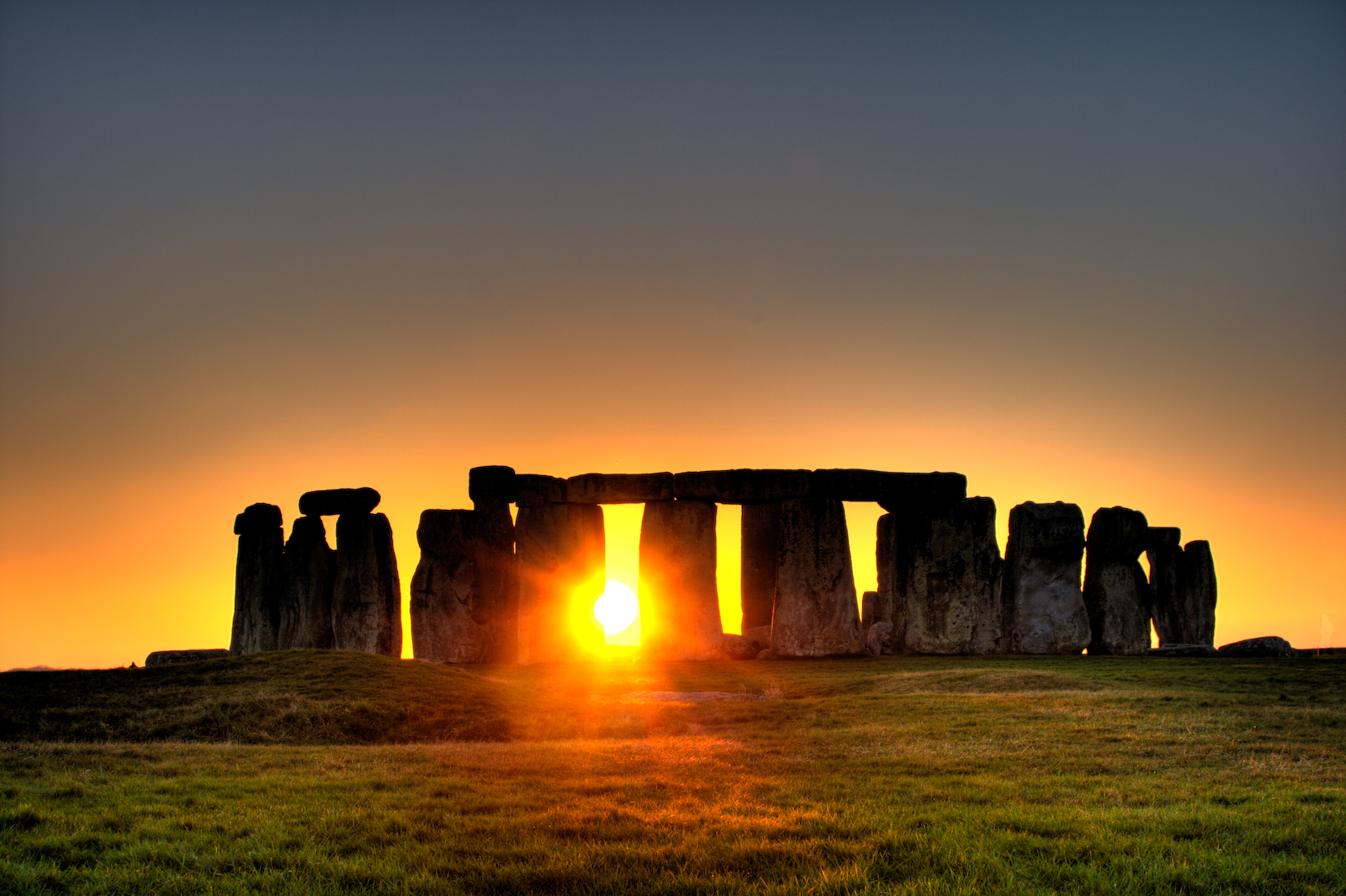
Stonehenge napkeltében. 2008. december 27.

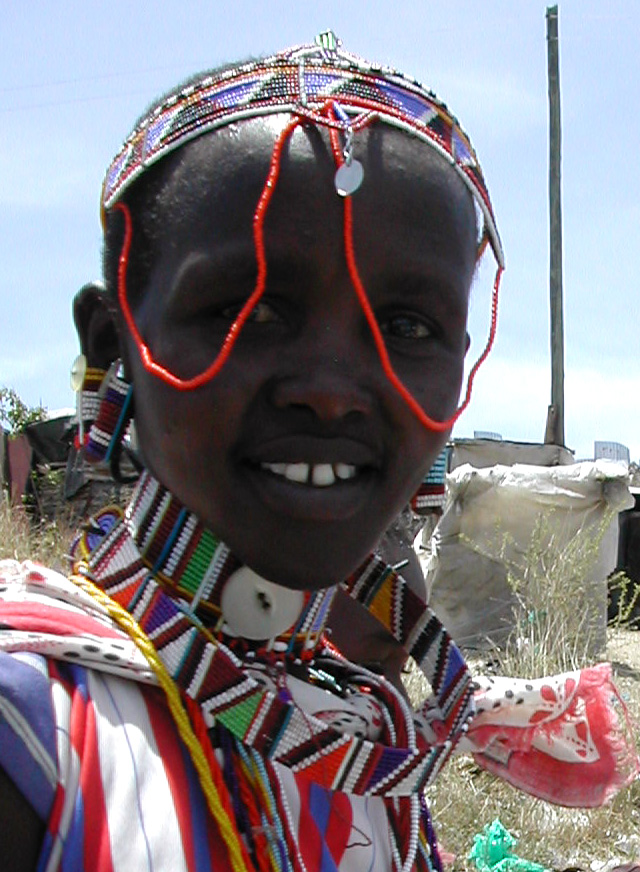
A nomád életet élő maszájok Kenyában

A gyógyszerészet mérföldköveinek történetét befolyásoló tényezők megmagyarázzák, hogy a gyógyszerészet az évek során hogyan fejlődött napjainkig. Milyen tényezők vezettek azokhoz a változásokhoz, amelyek megengedték azt, hogy napjainkban a gyógyszerészet elfoglalja helyét a gyakorlati gyógyításban. Történelemelőtti időkben az emberek semmit nem tudtak a betegségek okairól, még a legegyszerűbb sebészi beavatkozásról vagy a sebellátásról sem. A történelmi ismeretek mérföldkövei mentén haladva lehetünk képesek igazán megérteni a modern, mindennapi gyógyítást, gyógyszerészetet, orvoslást, így például hogyan képesek a sebészek végrehajtani a legtöbb komplex és bravúros operációt.
Így tudjuk igazán összehasonlítani a prehisztorikus kor és napjaink között eltelt időszakot, miközben annyira ellentétben áll, különbözik egymástól. Mérföldköveket találunk a gyógyszerészet kialakulásának történetében, amelyek mellett megállás nélkül el lehet haladni, de érdemes meg-meg állni, mert minden egyes múltbeli történés megmagyarázza azt a csodát, ami napjaink gyógyításában történik.

## A kőkori ember elterjedésének archeogenetikai bizonyítékai és a „mitokondriális Éva"
Afrikában volt az emberiség bölcsője és innen indult területszerző, kontinensnyi területek gyarmatosításra a Homo sapiens sapiens. A migráció két irányban valósult meg. Az első migránsok hulláma a Közel-Keletre 80-65 000 évvel ezelőtt érkezett, Ausztrália –Melanéziába a tengeren kb. 60 000 évvel ezelőtt. Ebből a vándorlásból származó ágak megérkeztek Kínába, Japánba. Ázsiába és Európába az első migráns hullám 40 000 évvel ezelőtt érkezett, míg az Új Világot, az amerikai kontinenst, az akkor még járható Behring-szoroson keresztül 15-10 000 éve népesítették be. A második migrációs útvonal, a központi út a Közel-Keleten, Perzsián át vezetett Közép-Ázsiába, majd elérte Európát, Kelet-, Északkelet-Ázsiát

### Az ősanya Afrikában született
Az ember és a csimpánz genetikai vonalának különválása kb. 4-6 millió évvel ezelőtt következett be. Ez alapján a mitokondriális DNS hipervariábilis szakaszán kb. tízezer évenként rögzült egy mutáció. Az összes ma élő ember közös ősanyja kb. 166-249 ezer évvel ezelőtt élhetett. Ez bizonyítja azt, hogy az afrikai kontinens volt a modern emberré válás színtere, valamint, hogy az Afrikából kb. 1 millió éve kivándorolt Homo erectus későbbi leszármazottainak nincs nyoma a mai ember mitokondriális DNS-ében. Minden ma is élő ember anyai vonala a „mitokondriális Évában” fut össze, aki Dél- vagy Kelet-Afrikában született több mint 130 ezer évvel ezelőtt. Az Ő utódai, leszármazottai terjedtek szét az afrikai kontinensen (L1-L3 haplocsoportok).

### Afrika elhagyása
Őseink egy csoportja 65-80 000 évvel ezelőtt kivándorolt az afrikai kontinensről. Afrikából az első migráció a Közel-Keletre történt. Ezek a migránsok legfeljebb 2 – 3 ezren lehettek, ma a nem afrikai emberek mindegyike az ő markereiket (is) hordozza. A Közel-Keleten körülbelül 55-60 000 évvel ezelőtt kialakult két fontos szuper-haplocsoport, az M és az N, melyből az összes többi, nem afrikai klaszter származtatható.

### M szuper-haplocsoport
Az M szuper-haplocsoport utódai elterjedtek Ázsiában, Ausztráliában és Amerikában, míg az N klaszter képviselői főleg Európában telepedtek le. Ausztráliába a tengerparti “gyorsúton” kb. 60 000 évvel ezelőtt érkezett meg az anatómiailag modern ember. Bár az Afrikából Ausztráliába történő migrációnak nem maradt kézzelfogható régészeti bizonyítéka a jégkorszak után megemelkedő tengerszint miatt, azonban az ősi mitokondriális leszármazási vonal az Andamán-szigetek, Malajzia és Pápua Új-Guinea egyes őslakosainál, valamint minden ausztrál bennszülöttnél föllelhető.

### N klaszter képviselői
A Neandervölgyi hominidák (emberfélék) lakta Európába mintegy 50 000 évvel ezelőtt érkeztek meg Homo sapiens őseink. A Neandervölgyiek a kontinens egyre kisebb területére szorultak vissza, míg kb. 26 000 évvel ezelőtt teljesen kihaltak. Fosszilis régészeti leletek mitokondriális DNS vizsgálata alapján a Neandervölgyieknek genetikai nyomai a Homo sapiens sapiens utódaiban nem lelhetők fel. Azonban máig kérdéses, hogy a kétféle embertípus párosodott-e egymással, születtek-e utódaik, és azok termékenyek voltak-e. Őseink a Közel-Keletről induló több bevándorlási hullámban vették birtokba Európa tájait, mind a paleolitikum, mind az újkőkorszak idején. Közép- és Kelet-Ázsiába a modern emberek első hulláma kb. 30-50 000 évvel ezelőtt érkezett. Az amerikai kontinenst az akkor még járható Bering-szoroson keresztül 15-25 000 éve népesítették be. 2008-ban az Altáj-hegységben talált, valószínűleg a Neandervölgyiekkel és a modern emberekkel egy időben élő harmadik emberszabású, mitokondriális DNS vizsgálatából azt a következtetést vonta le, hogy ez a hominida a Neandervölgyiekkel és a modern emberrel közös ősön osztozott, aki valamikor 1 millió évvel ezelőtt létezett. A mitokondriális DNS mintázata szerint a nem a Neandervölgyiekkel, vagy az anatómialilag modern emberekkel vándorolt ki Afrikából

## Történelemelőtti idők (-Kr. e. 8000)

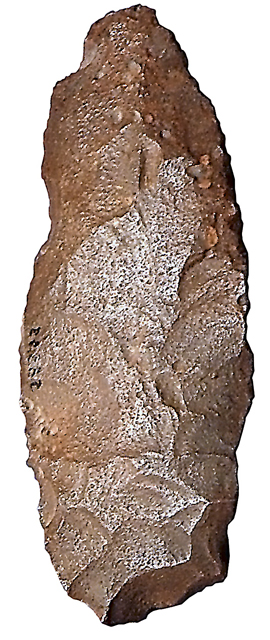
Afrikai biface tárgy kelt késő kőkorszaki időszakban

Az emberiség fejlődésének ősi kulturális szakasza vagy szintje, amely a pattintott kőeszközöket használó paleolitikum és a csiszolt kőeszközök általánossá válásának ideje, a neolitikum közé esett, amelynek eszköztárának is a pattintott kő az alapja, és gyakran használtak olyan apró kőszerszámokat, amelyeket fogszerűen egy közös nyélbe rögzítettek. Némely lelet csiszolt köveket is tartalmaz, előkerültek továbbá csontból, agancsból és fából készített használati tárgyak is. A mezolitikumi vadász módszerei fejlettebbek, eredményesebbek voltak, mint a paleolitikumi elődöké.

### Homo sapiens előtti főemlősök és betegségeik
A fejlettebb emlősöknél az öngyógyító tevékenységgel találkozhatunk. A törött végtagok nyugalomban tartása, az idegentestek eltávolítása, a szőrzet élősködőktől való rendszeres átvizsgálása, a rendszeres fürdés, bizonyos gyógyhatású füvek elfogyasztása és a szüléstámogatás nem tudatos cselekedet, nem is a tapasztalat eredménye, hanem ösztön. Nehéz határt vonni az ösztönök, a kísérletezés, a tapasztalat és a mágia között. A korai újkőkori kor emberét, aki az állattartást még nem ismerte és nomád életmódot folytatott, járványok ugyan nem gyötörték de szenvedett az artritisztől, igen ritkán a kariesztől, idült tályogoktól, ínygyulladástól, a nyaki gerincoszlop korai artrózisától, fertőző, tumoros és hiánybetegségektől. Paleopatológiai vizsgálatok azt is kiderítették, hogy a kambrium utáni felmelegedés hozzájárult a baktériumok patogenitásának növekedéséhez. A kőkorszaki Vénusz-szobrokra 51 százalékban a nagyfokú elhízás jellemző.

## Nomád élet és a gyógyítás fejlődése
Biztosan senki nem tudja mikor kezdődött a gyógyszerészet, de az biztos, hogy a betegség egyidős az emberrel. Történelem előtti időkben a legtöbb ember nomád életmódot folytatott. Ez nehézzé tette a kreatív ötletek létrejöttét, hogy megosszák és fejlesszék azt egy későbbi civilizáció megszületéséhez. Ez akadályozta meg a haladást a gyógyítás fejlődésében. Egy embernek lehet jó ötlete vagy elmélete, de a nomád életmód megakadályozta, hogy sok ember halljon erről.

### Összehasonlító néprajz a természeti népeknél és a prehisztorikus gyógyítás
A történelem előtti időről írásos feljegyzés nem maradt a gyógyítással kapcsolatban. Ez azt jelenti, hogy nekünk nincsenek forrásaink erről az időszakról, ami leírja az emberek érzéseit és hitét. Csak következtetni tudunk használati tárgyaiból vagy ma is nomád életet élő (kenyai maszáj-törzs), természeti népek életmódjából a prehisztorikus kor emberének mindennapjaira. Az ember létezésétől kezdve véget nem érő küzdelmet folytat a betegségekkel, járványokkal, balesetekkel szemben. A gyógyítás kezdetei a természeti népeknél keresendők. A vadászó, halászó emberek olyan dolgokat fedeztek fel a természetben, ami segített nekik a gyógyulásban.

## Gyógyítás a kőkorban

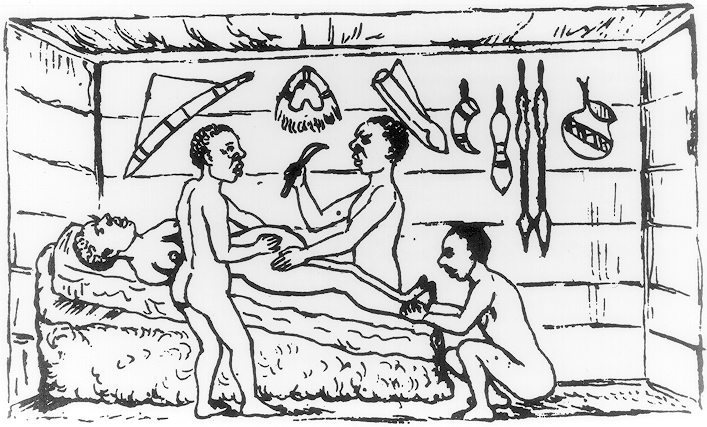
Banánborral végzett sikeres császármetszés bennszülött gyógyítókkal. Kahura, Uganda. RW Felkin utazó, felfedező 1879-ben jegyzett le. 2007. március 27.

A korai ember felfedezte azokat a környezetében található természetes gyógyhatású anyagokat, amit amúgy is használt pl.: víz, sár, bőrrel érintkező növények. Az ismeret fejlődése gondolatcseréhez, tapasztalatcseréhez, találmányok cseréjéhez vezetett. A gyógyszerészet ösztönösen gyakorlott volt, ahogy az emberek arra használták az elemeket körülöttük, hogy pl. vérző sebeket borogatásokkal csillapítsa, kizárásos alapon vagy megfigyelés, tapasztalat útján. Banánbort alkalmazott fájdalomcsillapításra, nyugtatásra, fertőtlenítésre. A természeti népeknél jegyezték le tizenkilencedik századi utazók Afrikában, őslakosok sikeresen végeztek császármetszést. 1879-ben például egy brit utazó, RW Felkin, tanúja egy elvégzett császármetszésnek ugandai várandóson. A gyógyszerként használt banánbor félig megrészegíti a nőt és megtisztítja kezét és hasát a műtét előtt a banánborral. „Méh dörzsölése méh összehúzásának céljából. Megrágott fakéreg-pép összehúzó hatás elérésére, vérzés csillapítására. Sebkötözésre banánlevet, növényi hajtásokat, rügyeket, zsírokat, olajat használt.”

### Szülészet
A szülés a legtöbb primitív népnél nyilvánosan zajlott le. A szülésnél a tágulás elősegítése érdekében általában a guggoló vagy ülő helyzetet választották, míg a hasprést egy hason átvetett széles öv húzásával támogatták egyes népcsoportok. A rendellenes fekvéseket is ismerték, a harántfekvésnél külső vagy belső fordítást végeztek, és az előesett kart is visszahelyezték.

### Palaeodontológia, szájbetegségek

#### Életmód, étrend és fogászati betegségek

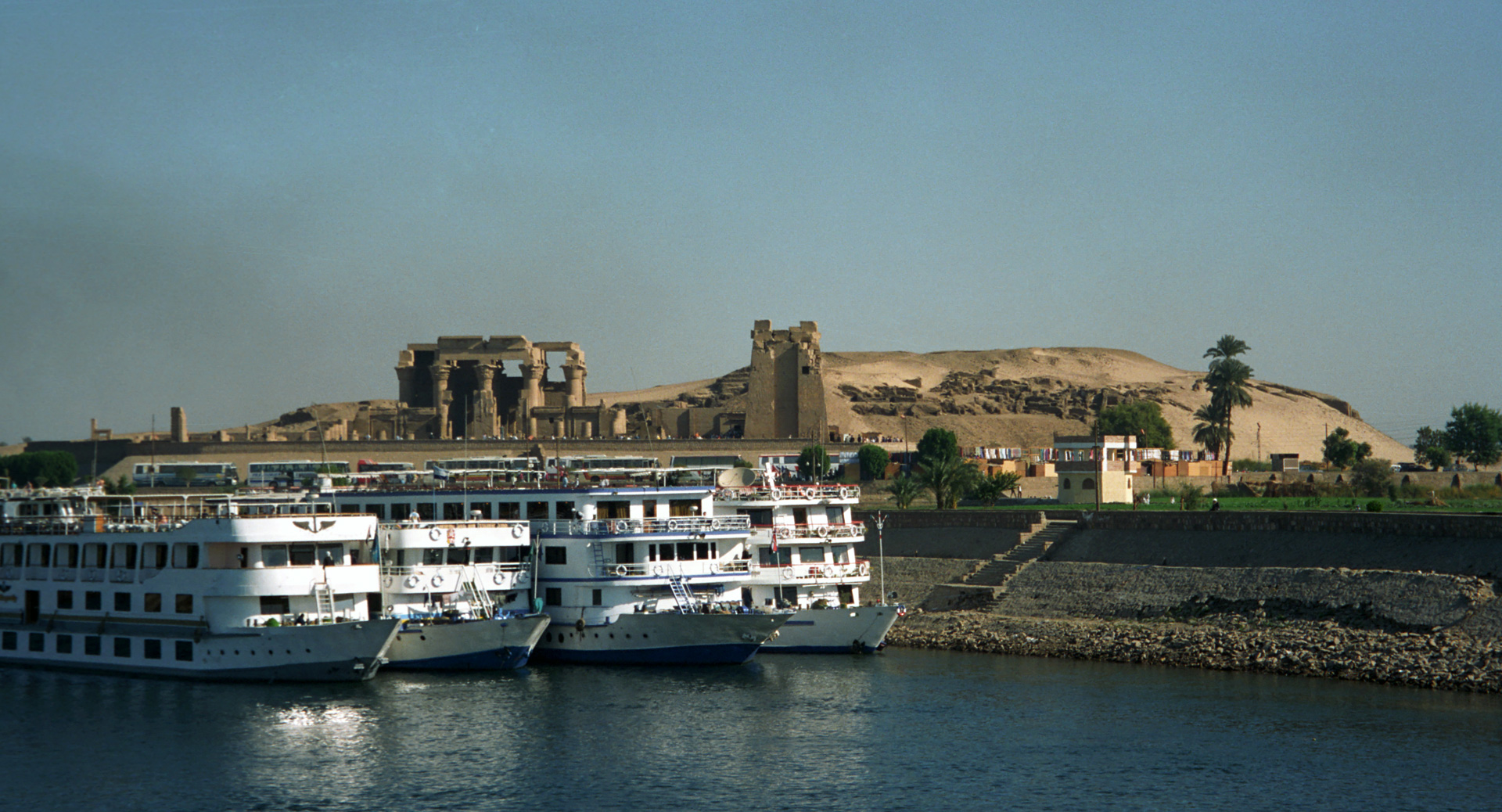
Kom-Ombo temploma

A paleolit időszakban, a predinasztikus populációk egy része a sivatag szélén éltek, mert a Nílus-völgy víz alatt volt, ahol bőségben volt növényzet és vadon élő állat. Ezek az emberek, akiknél fegyvereket találtak, vadászok voltak. A mezolitikumról bőséges információt szolgáltat a KomOmbo, كوم أمبو síkságon található, Sebil falu közössége, amit Sebilian kultúra (mezolitikum első szakasza) néven ismer a szakma (Saffiro 1969). A síkság eredetileg víz alatt volt és ez a kiszáradt, a lakosság letelepedett sikeresen egy alacsonyabb tengerszinten, hogy a víz közelében élhessen.
A második és a harmadik periódusban az ásatások során malomkőt és kő mozsártörőket fedeztek fel. Hulladék halmokban növényevő puhatestűek, halak csontmaradványait tárták fel archeológusok, amelyek csontjait megnyitottak a csontvelő kibontásához. Lemészárolt víziló csontvázakat is találtak: a test negyven vagy több juh húsával volt egyenlő, a csontokat felhasználtak a divatos ékszerek és egyéb eszközök készításére (Midant-Reynes 1992).
Az El Omari helyszínen, ami még megelőzi az El Badari közösséget (Midant-Reynes, 1992), ahol a magtárak és lakóépületek továbbra is bélelve voltak, búzából készült sütemények, búza és árpa töredékek, kenyér, szikimórfa füge és datolya, vad cukornád szárakat (Saccharum spontaneum L) (a legkorábbi feljegyzett példák Egyiptom) fedeztek fel. Továbbra is megtalálható volt az állatok közül a disznó, a víziló, a krokodil, a csiga, a strucc, az antilop-, a kecske-, és halcsontok (Hayes 1964).
A legfőbb változás a táplálkozásban i. e. 4000-ben következett be, amikor a lakosság a Nílus völgyében a vadászó-gyűjtögető életmódról az állandó földművelésre és az állattenyésztésre tért át. A termesztés gabona, mint a fő élelmiszer forrása és az azzal együtt járó csökkenése a vadászott állatok fogyasztásának, megnövelte szénhidrátbevitellel és csökkent a fehérjéké. Mivel a letelepedett életmód, a lakosság gyorsan növekedett, és időnként, ez azt eredményezné, hogy éhínség tizedelte a lakosságot.

#### Újkőkori „fogorvosok”
A foghúzástól általában rettegtek, mert általános hiedelem szerint egy testrész elvesztése betegséget okozhat. Ehelyett a fogakat lecsiszolták, vagy vésővel kivésték (Ausztrália). Foghúzókat (awarteki) csak Nyugat-Afrikában használtak. Az újkőkorban méhviasszal tömhették be a lyukas fogakat. Erről tanúskodik az a 6500 éves állkapocslelet, amely Szlovéniában, Trieszt közelében fedeztek fel. A méhviaszt az egyén halála előtt vagy utána alkalmazhatták. A tudósoknak nem sikerült kideríteniük, hogy a „kezelésre” mikor kerülhetett sor. Röviddel az illető elhunyta előtt, vagy után történt a beavatkozás.
Feltételezik, hogy amennyiben a halál beállta előtt alkalmazták a méhviaszt, ezzel a fogzománc és dentin (fogállomány) függőleges repedése okozta fájdalmat kívánták csökkenteni. Claudio Tuniz kijelentette, a súlyos fogkárosodás nagy valószínűséggel nem a táplálkozással függhetett össze. A neolitikumban az asszonyok például fogsorukat is „bevetették” szövés közben. Kevés a prehisztorikus „fogászatra” utaló bizonyíték, így a 6500 éves szlovéniai állkapocslelet újabb adalékokkal szolgál az őskori „gyógyítás” gyakorlatáról. „A fogkezelés legrégebbi ismert európai esetéről és a legkorábbi gyógyászati-tüneti tömésről van szó” – hangsúlyozta Federico Bernardini.

### A pszichiátria kezdete

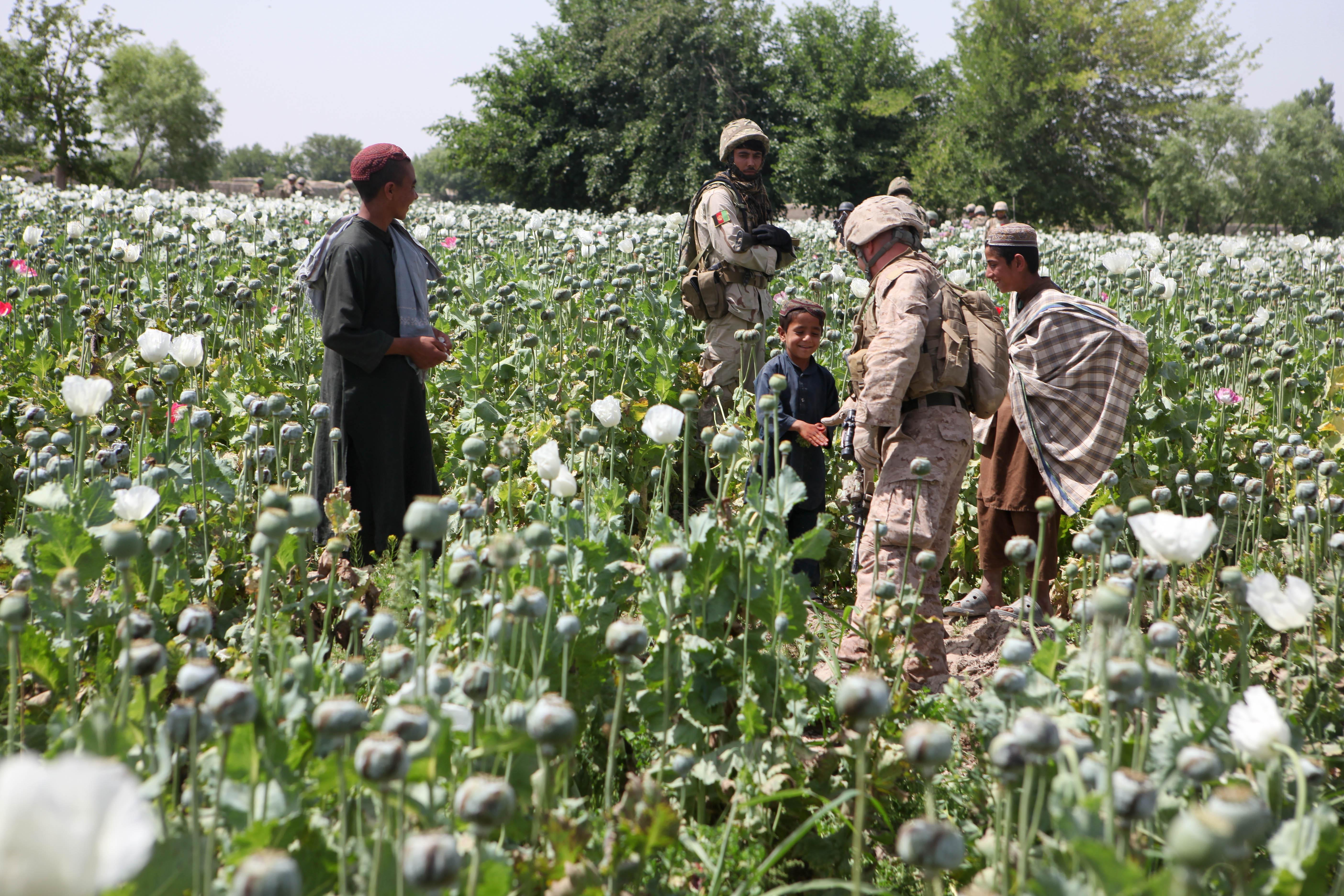
Ópiummák termesztése Helmandban. 2011. május 8.

#### Pszichoaktív anyagok

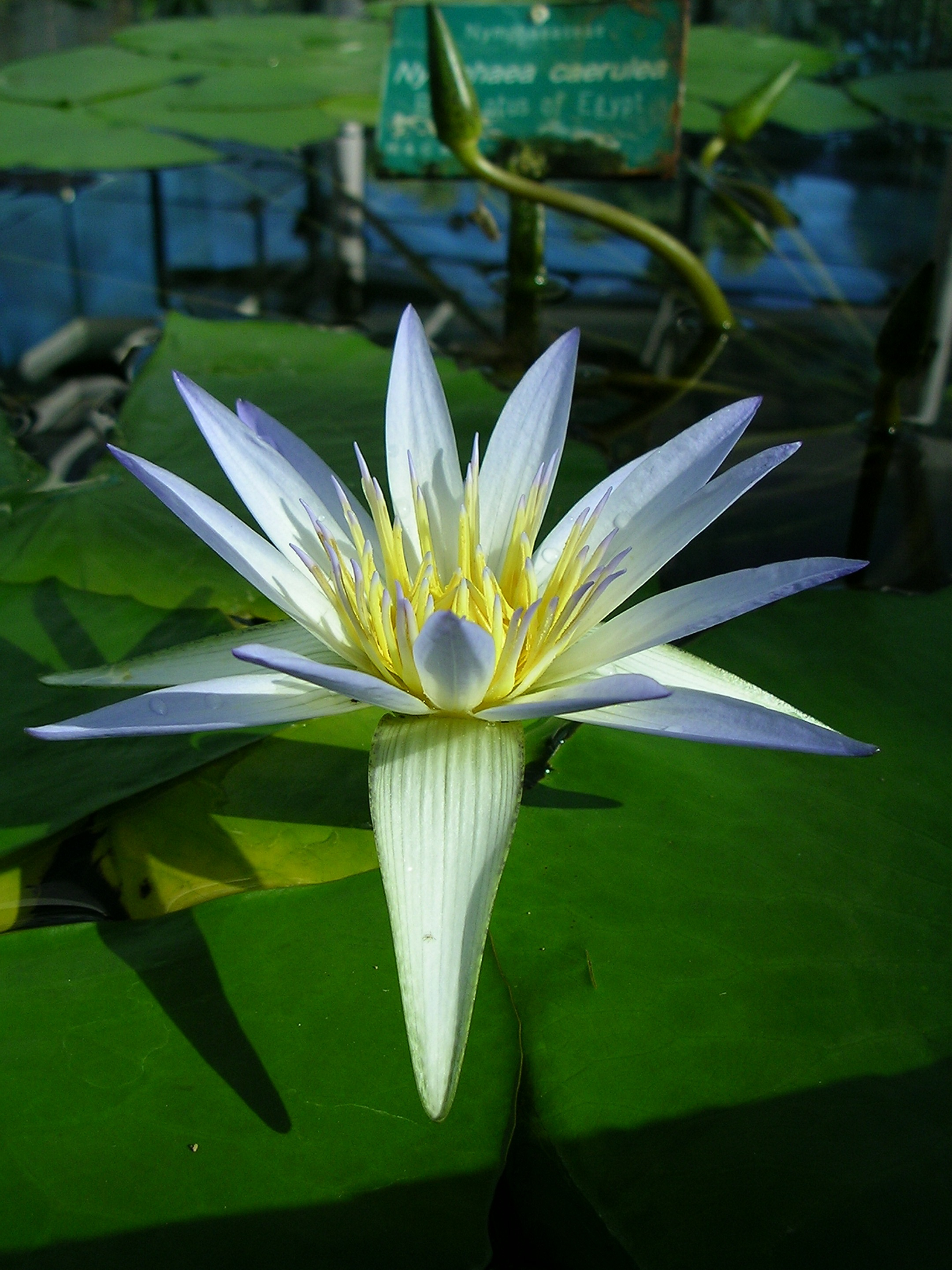
Egyiptomi kéklótusz (Nymphaea caerulea). A lótuszvirágot kiemelten kezelik az egyiptomi domborművek és grafikák, különösen a Karnaki Templom falain. Azt gondolják, hogy már használták kábítószerként az ókorban is. Rosalie David, egyiptológus mondja: „A lótusz egy nagyon erős narkotikum, amely ezt lehetővé tette az ókori Egyiptomban és feltehetően elterjedt volt a használat, mert azt látjuk, sok jeleneten, ahol magánszemélyek egy csészében, a lótuszvirágot egy pohár borral tartják. Az ókori egyiptomiak biztosan használtak kábítószert. Mint például: lótuszt, mandragórát, kanabiszt és erősebb ópiumot. "Bár nagyon meglepő, hogy a kokaint is találtak a múmiákban.”

Kábítószer-használat gyakorlata a történelem előtti időkre nyúlik vissza. Pszichoaktív anyagok használata régészeti bizonyítékai legalább 10 000 évre, és a kulturális használatról a történelmi tények az elmúlt 5000 évre nyúlnak vissza. A pszichoaktív anyagok alkalmazása úgy tűnik, nagyon nagy szerepet játszottak az emberek életében. Felmerült az a gondolat, hogy van egy belső kényszer, ami meg szeretné változtatni az egyén öntudatát, mint egy vezérlő erő, hogy kielégítse az éhséget, szomjúságot vagy szexuális vágyat. Kábítószer-használatnak hosszú története van, és mint a gyermeki vágy fonjon, hintázzon, vagy csússzon jelzi azt a hajtóerőt, hogy megváltoztassa az egyén lelkiállapotát teljesen. Ez a kapcsolat nem korlátozódik az emberre. Számos állat fogyaszt különböző pszichoaktív növényt, bogyókat, erjesztett gyümölcsöt, amitől mérgezetté, részeggé válnak, mint pl.: a macskák macskamenta elfogyasztása után. A szent növények hagyományos legendái tartalmaznak gyakran utalásokat azokra az állatokra, amelyek az embereket ismertették meg a használatukkal. A biológia tudománya ismeri az evolúciós kapcsolatot a pszichoaktív növények és az állatok között azzal kapcsolatban, hogy ezeknek a vegyületeknek a receptorai miért léteznek az állatok idegrendszerében.

#### Kábítószerek, mint biomarkerek az archeológiában

A minószi civilizáció térképe, Kréta

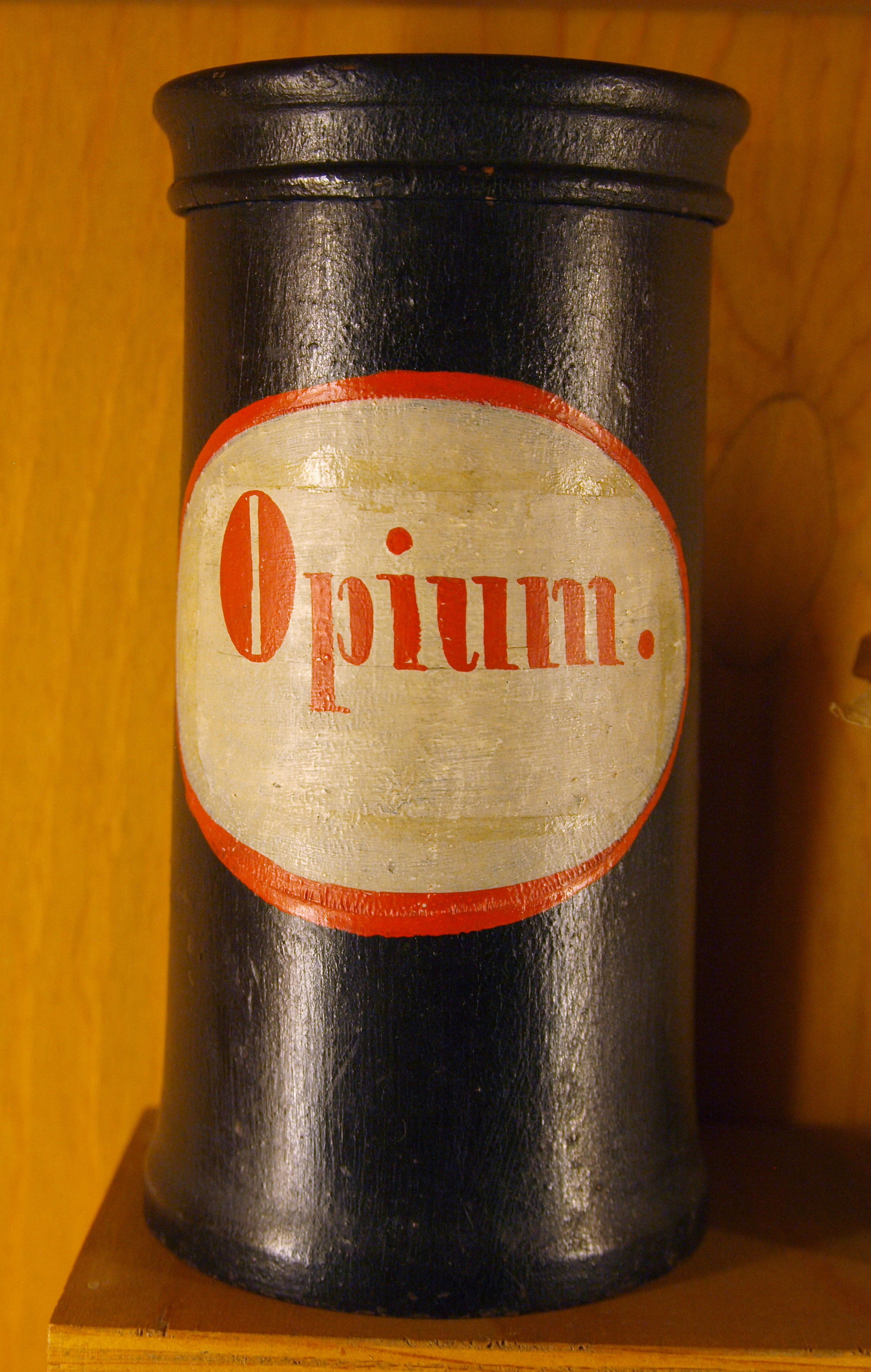
Gyógyszertári tároló edény, i. e. 18. század

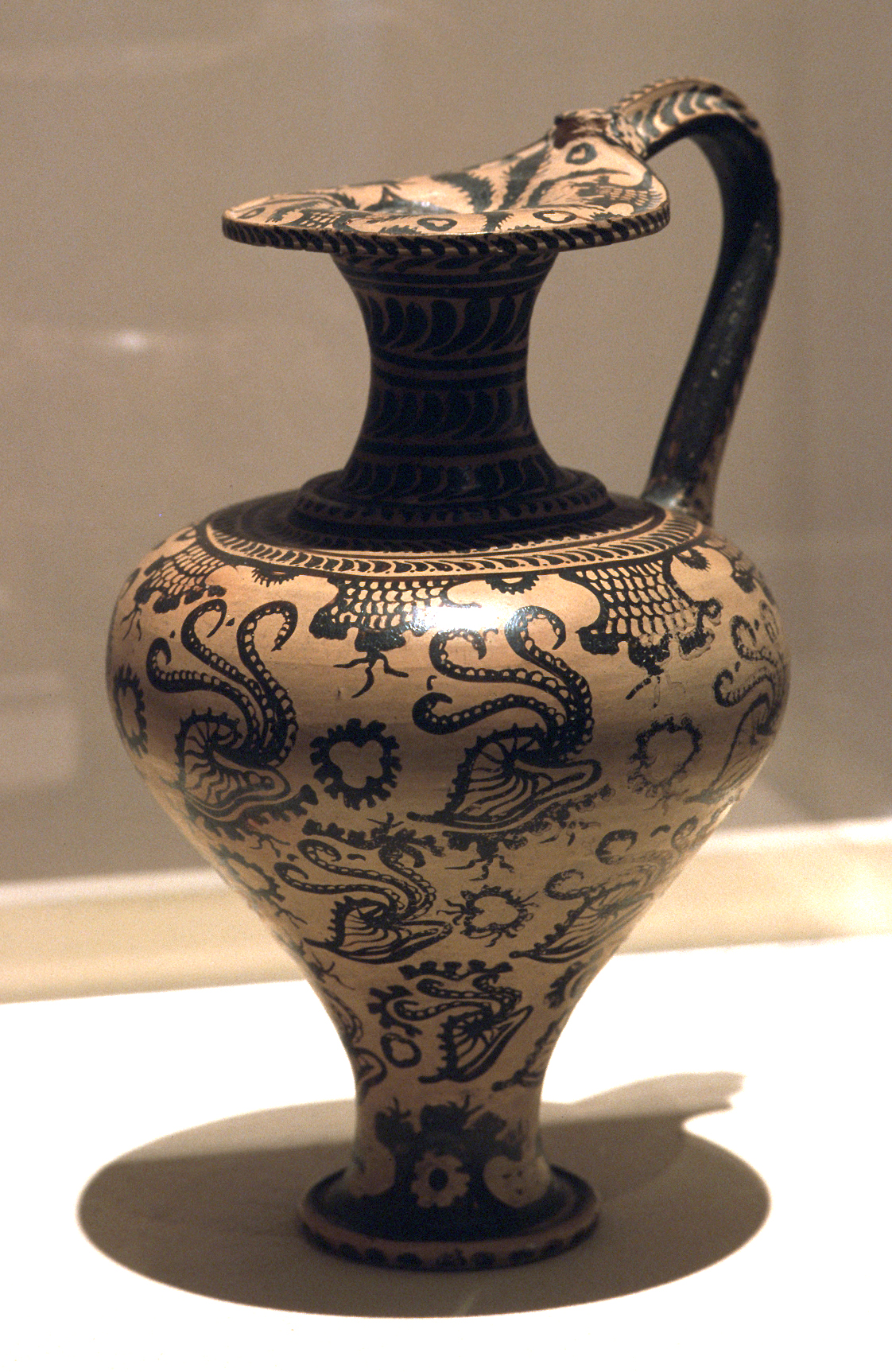
Minószi korsó

Az emberiség már régóta széles körben használja gyógyító, vallási és rekreációs céllal a növényi eredetű kábítószereket. A kábítószerek és a kábítószer metabolitjai ősi leletekből kimutathatók, amelynek haszna az, hogy betekintést nyújt a kor társadalmának szociális viselkedésébe, a termesztési eljárásokba és a kereskedelembe. Az ópium egyike a legrégibb és a leggyakrabban használt kábítószernek. A gyógyszer előfordul a mák (Papaver somniferum) szárának, gubójának kifolyó nedvében. A görögök ezt a nedvet opionnak nevezték. Az ókorban a kábítószert az éretlen mákgubónak méz vagy bor oldatából vonták ki áztatással vagy bevágták a mákgubót, szárát és a kifolyó nedvet lekaparták arról. A kifolyó nedvet megitták, megették, vagy elégetve, füstöt belélegezték a pszichoaktív hatás érdekében. Az ősi készítmények kevésbé hatásosak, mint a modern finomított heroin, de mindkettő függőséget okoz. A papaver somniferum legkorábbi maradványait Svájcból származó régészeti lelőhelyeken, fagyott tőzegben találtak meg, az i. e. III. évezredből. Régészeti bizonyítékok arra utalnak, hogy az ópiummák termesztés nem érte el a Közel-Keletet csak sokkal később. A legrégebbi ismert ábrázolása egy mészkő faragás Knossos Központi Bíróságának palotájának falán található (Kréta), a késői Minószi I. korból (i. e. 1600-1450). Egy új, megkülönböztető jelekkel tipizált kerámiákban találtak ópium nyomokat, gyűrű alakú, Krétán, a tengerben megfeneklett használati tárgyakban, ebből az időből. Ezek a kis kerámia korsók 10–15 cm magas, egy gyűrű alakú talpazattal az aljukon. Kémiai elemzések azt bizonyítják, hogy gyűrű alapjának használata az ópium tárolására volt alkalmas és valószínűleg összefüggésben volt a termesztésével és kereskedelmével. Az ópium fő hatóanyaga a morfin és a kodein. Nyomai a kábítószernek ciprusi ajándék korsókban is fellelhető az i. e. 15. században, el-Ajjul közelében Gázában és Palesztinában találtak.

## A jégember halála

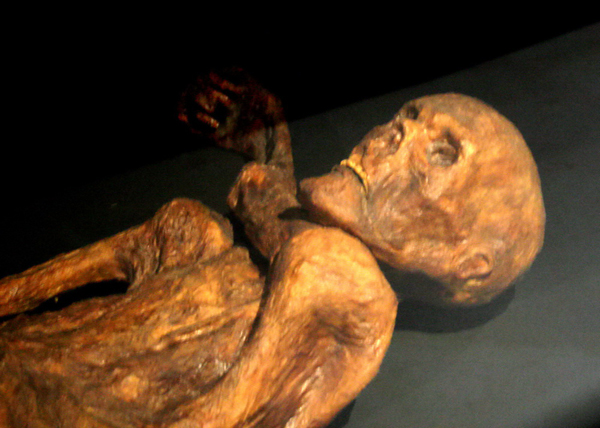
Ötzi maradványai a Préhistoire de Quinson Múzeumban, Alpes-de-Haute-Provence

A Jégember, Ötzi halálának körülményeit vizsgálva jól láthatjuk az 5300 évvel ezelőtti, jégkorszaki ember életmódját, az akkori emberre leselkedő veszélyeket. A legrégibb épségben maradt emberi test. Szénizotópos kormeghatározással megállapították, hogy i. e. 3300 körül halt meg. 25–35 év közötti férfi volt, kb. 160 cm magas és 50 kg súlyú. Valószínűleg összeesett a kimerültségtől, majd megfagyott. A sziklamélyedést, ahová behúzódott, csakhamar befödte a gleccserjég, és megőrizte tetemét a később bekövetkezett olvadásig.

### Túlélő eszközei
Találtak mellette továbbá egy hálót, egy bőrzacskót, valamint egy U alakú fakeretet, amelyben Ötzi valószínűleg a hátán vitte a holmiját. Élelmiszerkészlete halálakor egy szem kökényből, néhány gombából és lerágott kecskecsontokból állt. Jégember antibiotikum tartalmú, Polyporus gyógygombát vitt zsákjában vándorlása során.

### Polyporus gomba bioaktív vegyületekkel
Polyporus umbellatus immunostimuláns, daganatellenes, gyulladáscsökkentő és májképző.

## Múlt és jelen találkozása
Az orvoslásban levő nyilvánvaló haladás ellenére a mai napig kísért a történelem előtti idők szokásai, sok a hasonlóság a múlt és jelen között.

### Vallás
Egyik példa a vallásos szempont:
- Századokon keresztül az emberek gyógyulásért imádkoztak.
- A kuruzslók a mai napig elűzik a gonosz szellemeket.
- A beteg emberek csodadoktorhoz fordulnak.
- Meglátogathatnak egy szent helyet egy új gyógymód, gyógyulás reményében.

### Természetes gyógymódok
Egy másik példa a füvekből készült orvosságok használata. Ez manapság újra divatba jött, hiszen az emberek jobban szeretnek kevesebbet használni a szintetikus gyógyszerekből és jobban megbíznak a Föld természetes erőforrásaiban. Fontos emlékezni arra, hogy ezek a gyógymódok szintén a történelem előtti korból erednek. Most azt gondoljuk, hogy tudjuk, hogy az emberek miért válnak betegekké és sok betegséget meg tudunk gyógyítani és meg tudjuk előzni azokat.